# Държавна дума на Руската империя
Държавната дума е долната палата на парламента на Руската империя в периода 1906 – 17 г. Образувана е с манифест от 6 август 1905 г. на император Николай II. Законодателен орган наред с Държавния съвет
Разполага със силно ограничени правомощия. Представлява отстъпка на царизма пред Революцията от 1905 година. Съществува до 1917 г., когато по време на Февруарската революция е разпусната по заповед на царя, а през октомври 1917 е прекратена със заповед на Временното правителство.
След разпадането на СССР неин наследник от 1994 г. е Държавната дума на Русия.